# 金惠子
金惠子（1941年10月25日—），韓國女演員。她是韓國演藝圈中獲所有人尊敬的資深演員，憑藉特有的可愛、悽婉而又爆發性的演技，贏得了國民的喜愛。自百想藝術大獎於1979年起創立電視部門大獎後，她是每逢九結尾的年份（1999年除外）皆為最高榮譽的大獎得主，與金喜愛唯二曾奪得超過一次大獎的演員。

## 演出作品

### 電視劇
- 1974年：MBC《江南家族》
- 1975年：MBC《新娘日記》
- 1977年：MBC《你》
- 1980年：MBC《田園日記》
- 1984年：MBC《朝鮮王朝五百年－風蘭》飾演 文定王后
- 1988年：MBC《沙之城》
- 1989年：MBC《冬日迷霧》
- 1990年：MBC《仍然49歲》
- 1991年：MBC《次女》
- 1992年：MBC《愛情是什麼》
- 1993年：MBC《媽媽的海》
- 1994年：KBS《人們的土地》
- 1995年：MBC《兩個女人》
- 1996年：MBC《糧食探子青花魚》
- 1997年：MBC《最愛的人是你》飾演 金恩順(女主角尹秀京母親)
- 1999年：MBC《玫瑰與黃豆芽》
- 2002年：MBC《自從遇見你》飾演 趙南得
- 2004年：SBS《洪所長的秋天》
- 2005年：MBC《春日的微笑》
- 2006年：MBC《宮》飾演 太后 朴氏
- 2008年：KBS《媽媽發怒了》飾演 金韓子
- 2011年：JTBC《住在清潭洞》飾演 金惠子
- 2015年：KBS《不善良的女人們》飾演 姜順玉
- 2016年：tvN《Dear My Friends》飾演 趙熙子
- 2019年：JTBC《耀眼》飾演 金惠子
- 2022年：tvN《我們的藍調時光》飾演 姜玉冬
- 2025年：JTBC《比天堂還美麗》飾演 李海淑[2]

### 電影
- 1982年：《晚秋》
- 1999年：《蛋黃醬》
- 2009年：《非常母親》
- 2014年：《偷狗的完美方法》
- 2017年：《路》

### 綜藝節目
- 2014年：SBS《Running Man》EP226 嘉賓（聖誕彩券競賽；與李天熙、姜惠貞）

### 話劇
- 《友達啊，不要等到雞叫》
- 《薩哈林斯克的天與地》
- 《費加羅的婚禮》
- 《雪莉·瓦倫丁》
- 《Doubt》

## 獲獎
| 年份   | 名稱                          | 獎項                      | 作品                    | 結果 |
| 1966年 | 第2屆百想藝術大賞             | 演劇部門 女新人演技獎     |                         | 獲獎 |
| 1974年 | 第1屆MBC演技大獎              | 大賞                      |                         | 獲獎 |
| 1975年 | 第3屆韓國放送大獎             | TV演技獎                  | 《新娘日記》            | 獲獎 |
| 1976年 | 第12屆百想藝術大賞            | 電視部門 女子最優秀演技獎 | 《新娘日記》            | 獲獎 |
| 1977年 | 第4屆MBC演技大獎              | 大賞                      |                         | 獲獎 |
| 1978年 | 第5屆MBC演技大獎              | 大賞                      | 《你》                  | 獲獎 |
| 1978年 | 百想藝術大賞                  | 電視部門 女子最優秀演技獎 | 《你》                  | 獲獎 |
| 1979年 | 百想藝術大賞                  | 電視部門 大賞             | 《出售幸福》            | 獲獎 |
| 1982年 | 第21屆大鐘獎                  | 最優秀女演員獎            | 《晩秋》                | 提名 |
| 1983年 | 馬尼拉國際電影節              | 最優秀女演員獎            | 《晩秋》                | 獲獎 |
| 1988年 | 東亞戲劇賞                    | 演技獎                    |                         | 獲獎 |
| 1988年 | MBC演技大獎                   | 大賞                      | 《沙之城》              | 獲獎 |
| 1989年 | 百想藝術大賞                  | 電視部門 大賞             | 《沙之城》 《冬季迷霧》 | 獲獎 |
| 1989年 | 百想藝術大賞                  | 電視部門 女子最優秀演技獎 | 《沙之城》 《冬季迷霧》 | 獲獎 |
| 1989年 | 韓國放送大賞                  | TV女子演技獎              | 《冬季迷霧》            | 獲獎 |
| 1992年 | MBC演技大賞                   | 大賞                      | 《愛情是什麼》          | 獲獎 |
| 1997年 | 第31屆歌手日                  | 最優秀演技者獎            |                         | 獲獎 |
| 1999年 | 第36屆大鐘獎                  | 最優秀女演員獎            | 《蛋黃醬》              | 提名 |
| 1999年 | 第1屆社會福利日               | 大統領表彰                | 不適用                  | 獲獎 |
| 1999年 | MBC演技大賞                   | 大賞                      | 《红玫瑰與黄豆芽》      | 獲獎 |
| 2002年 | MBC演技大賞                   | 名譽全賞                  |                         | 獲獎 |
| 2003年 | 第1屆女權運動大鍾文化藝術大賞 | 不適用                    | 不適用                  | 獲獎 |
| 2003年 | 第2屆明星善行大賞             | 不適用                    | 不適用                  | 獲獎 |
| 2008年 | 第22屆KBS演技大賞             | 大賞                      | 《媽媽發怒了》          | 獲獎 |
| 2008年 | 第22屆KBS演技大賞             | 女子最優秀演技賞          | 《媽媽發怒了》          | 提名 |
| 2009年 | 第45屆百想藝術大獎            | 電視部門 大賞             | 《媽媽發怒了》          | 獲獎 |
| 2009年 | 第45屆百想藝術大獎            | 電視部門 女子最優秀演技獎 | 《媽媽發怒了》          | 提名 |
| 2009年 | 第18屆釜日電影獎              | 最佳女主角                | 《非常母親》            | 獲獎 |
| 2009年 | 第10屆釜山電影評論家協會      | 最佳女主角                | 《非常母親》            | 獲獎 |
| 2009年 | 韓國女電影人頒獎禮            | 最佳演員獎                | 《非常母親》            | 獲獎 |
| 2009年 | 第29屆韓國影評獎              | 最佳女演員                | 《非常母親》            | 獲獎 |
| 2009年 | 第3屆亞太電影大獎             | 最佳女主角                | 《非常母親》            | 獲獎 |
| 2009年 | 第19屆亞洲電影傳媒獎          | 最佳女主角                | 《非常母親》            | 獲獎 |
| 2009年 | 第30屆青龍電影獎              | 最佳女演員獎              | 《非常母親》            | 提名 |
| 2009年 | 第46屆大鐘獎                  | 最佳女演員獎              | 《非常母親》            | 提名 |
| 2010年 | 第4屆亞洲電影大獎             | 最佳女主角                | 《非常母親》            | 獲獎 |
| 2010年 | 第36屆洛杉磯影評人協會獎      | 最佳女主角                | 《非常母親》            | 獲獎 |
| 2010年 | 百想藝術大賞                  | 電影部門 女子最優秀演技獎 | 《非常母親》            | 提名 |
| 2015年 | KBS演技大賞                   | PD賞                      | 《不善良的女人們》      | 獲獎 |
| 2015年 | KBS演技大賞                   | 女子最優秀演技賞          | 《不善良的女人們》      | 提名 |
| 2015年 | 大鐘獎                        | 最佳女配角獎              | 《偷狗的完美方法》      | 提名 |
| 2016年 | tvN10 Awards                  | 女演員賞                  | 《Dear My Friends》     | 提名 |
| 2019年 | 百想藝術大賞                  | 電視部門 大賞             | 《耀眼》                | 獲獎 |
| 2019年 | 百想藝術大賞                  | 電視部門 女子最優秀演技獎 | 《耀眼》                | 提名 |

## 外部連結
- NAVER搜索 （页面存档备份，存于）
- 金惠子在NAVER上的资料
- 金惠子在互联网电影资料库（IMDb）上的資料（英文）
- 金惠子在韩国电影数据库（KMDb）上的資料（韓語）